# Bandiera di Antigua e Barbuda
La bandiera di Antigua e Barbuda venne adottata il 27 febbraio 1967, e venne disegnata dal maestro di scuola e scultore Sir Reginald Samuels, la cui opera fu scelta tra oltre 600. Il Sole simboleggia la nascita di una nuova era. I colori hanno significati differenti, il nero è per l'origine africana della popolazione, il blu per la speranza, il rosso per l'energia ed il dinamismo degli abitanti. I colori in successione: giallo, blu e bianco (dal sole in giù) stanno anche per il sole, il mare e la sabbia, dando un aspetto creativo alla bandiera.

È usata come bandiera di comodo.
La bandiera di Stato, che viene usata solo come bandiera per la Guardia Costiera, è una bandiera di San Giorgio con la bandiera nazionale nel cantone ed è basata sulla White Ensign britannica.

## Bandiere storiche

Bandiera della Colonia britannica di Antigua e Barbuda (1956-1962)
Bandiera della Colonia britannica di Antigua e Barbuda (1962-1967)

## Altre bandiere

Bandiera del Movimento Popolare di Barbuda
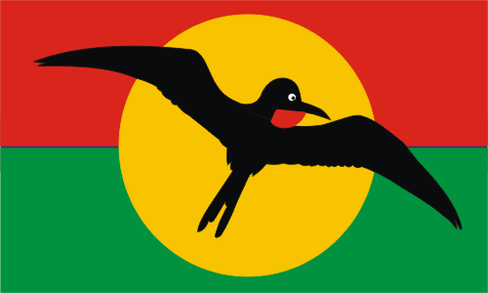
Bandiera del Barbuda